# Chew Bahir
Il Chew Bahir, detto anche Lago Stefania, è un lago dell'Etiopia meridionale, al confine col Kenya.
Fu scoperto dall'esploratore Sámuel Teleki nel 1888 e visitato da Vittorio Bottego nel 1896.
Il lago copriva originariamente una estensione di circa 500 km²; ora è una vasta distesa di fango salato con un'area coperta da acque non superiore a 25 km².
Immissario principale è il fiume Galana che è a regime torrentizio e non riesce con il suo contributo di acque a contrastare la fortissima evaporazione. Il lago Stefania è, infatti, posto a circa 550 m s.l.m. in zona di alte temperature.